# آن دي تورفيل
آن دي تورفيل (بالفرنسية: Anne de Tourville)‏ ولدت في 1910 وتوفت في 2004. وهي كاتبة فرنسية. حصلت على جائزة فيمينا الأدبية عام 1951.